# きらりUV
きらりUV（きらりユーブイ）は、日立グローバルライフソリューションズが発売していた蛍光灯のブランド名である。

## 概要
日立が発売する蛍光灯には元々「ハイルミック」というブランドがあり、「ハイルミック色」という独自の光源色が用いられていた。
2004年6月に発売された「きらりUV」は蛍光体の変更を行い、青みを増したことで黄ばみを低減。また、赤・緑・青の蛍光体の配合比を最適化したことで昼白タイプと昼光タイプは光源色の色温度を向上。これにより、本ブランド専用に「きらり色」という光源色が用いられた。
併せて、ガラス面内側への紫外線吸収材コーティングを家庭用環形管で初めて採用（直管は業務用製品ですでに採用済み）したことで、蛍光灯からわずかに放射される紫外線を低減し、虫が集まりにくく、写真や印刷物が色あせしにくい構造となった。
なおスリム環形蛍光ランプ生産は行っていないため、系列店「日立チェーンストール」ではパナソニック　ライティングデバイス「スリムパルックプレミア」・東芝ライテック「ネオスリム」・ホタルクス（NECブランド）「ホタルックスリム」各シリーズを販売している。
近年はLED照明器具の普及で従来型蛍光ランプ需要が減少傾向にあり、かつ材料価格高騰などで製品の安定供給が今後困難になるとして、国内大手大手電機メーカーで初めて「2019年12月限りで日立ブランド蛍光ランプ・点灯管の生産を完全終了」した。今後日立ブランド蛍光ランプは「在庫品限りで販売終了」となり、系列店「日立チェーンストール」で販売される蛍光灯はパナソニック・東芝・ホタルクスなど他社製品へ順次置き換わっていく。

## 歴史
- 2004年6月 - 日立ライティングが「きらりUV」を発売[1]。
  - 当初は環形30形・環形32形・環形40形・直管20型の4種類を設定し、それぞれに、真円断面タイプの「きらりUV」と直下照度を高めた楕円断面タイプの「きらりUVプラス（F品番系列）」の2タイプを設定していた。
- 2006年3月 - 日立ライティングが「きらりUV nano（ナノ）」を発売（Q品番系列）[2]。
  - ナノテクノロジーを応用した「ナノ粒子コーティング」を採用したことで、定格寿命を9,000時間（直管は10,000時間）に長寿命化。「きらりD色（昼光タイプ）」と「きらりN色（昼白タイプ）」の2色のみの設定。
- 2007年9月 - 日立ライティングが「きらりUV 輝（かがやき）」を発売（QL品番系列）[3]。
  - 「新ナノ粒子コーティング」を採用するとともに、エミッタ保持力を向上するフィラメントの採用とエミッタ付着の最適化を行うことで定格寿命を13,000時間（環形、直管スタータ形20形の場合）に長寿命化。ラインナップも拡大し、直管スタータ形は新たに10形・15形・40形を追加した4種類に拡大し、直管Hf形（32形のみ）を新設した。なお、新設した種別は「きらりD色（昼光タイプ）」と「きらりN色（昼白タイプ）」の2色のみの設定である。
- 2010年10月 - 日立アプライアンスが日立ライティングを吸収合併したことに伴い、「きらりUV」を含む蛍光灯が日立アプライアンスの扱いとなる。
- 2011年6月 - 日立アプライアンスが「きらりUVプレミアム」を発売（PL品番系列）[4]。
  - 環形タイプはフィラメントにトリプルコイル（3重巻線）を採用したことで、エミッタの塗布面積を拡大し、定格寿命を16,000時間に長寿命化。従来の「きらりUV 輝」同様、環形3種類（30形・32形・40形）、直管スタータ形4種類（10形・15形・20形・40形）を設定するほか、直管ラピッドスタート形40形も設定された（直管スタータ形の10形・15型・40形及び直管ラピッドスタート形40形は「きらりD色（昼光タイプ）」と「きらりN色（昼白タイプ）」の2色のみの設定である）。
- 2014年9月 - 日立アプライアンスが「きらりUVプレミアムゴールド」を発売（PG品番系列）[5]。
  - 蛍光ランプ内に封入するガス圧を適正化するとともに、直管はエミッタの塗布面積を拡大したフィラメントの採用によりエミッタの量を増量、環形はガラス管の変色による明るさ低下を抑制する技術を採用したことにより、設定されるすべての種別で日本国内の家庭用蛍光灯で最長の定格時間20,000時間に長寿命化。ラインナップは環形3種類（30形・32形・40形）、直管スタータ形2種類（20形・40形）、直管ラピッドスタート形40形の全6種類で、直管40形（スタータ形・ラピッドスタート型問わず）は「きらりD色（昼光タイプ）」と「きらりN色（昼白タイプ）」の2色のみの設定である。
  - 併せて、「きらりUVプレミアムシルバー」は「きらりUVプレミアムゴールド」と統一したパッケージデザインにリニューアル。
- 2019年4月 - 日立アプライアンスが日立コンシューマ・マーケティングとの合併により日立グローバルライフソリューションズに商号変更されたことに伴い、「きらりUV」を含む蛍光灯が日立グローバルライフソリューションズの扱いとなる。
- 2019年12月31日 - 国内大手電機メーカーで初めて蛍光ランプ・点灯管・電球型蛍光灯・白熱電球（ミニクリプトン）生産を完全終了。以降はLED電球とLED照明器具のみの生産へ完全移行。

## 商品ラインナップ
きらりUVプレミアムゴールド
定格寿命20,000時間を実現し、環形は直下照度を高めた楕円断面を採用した最上位タイプ。2本入り包装も設定される（環形30形2本・環形30形+環形32形・環形30形+環形40形・環形32形+環形40形・直管スタータ形20形2本・直管スタータ形40形2本・直管ラピッドスタート形40形2本、40形は昼光タイプの「きらりD色」のみの設定）。
きらりUVプレミアムシルバー
定格寿命16,000時間を実現した長寿命タイプ。光源色は昼光タイプの「きらりD色」のみ、2本パック包装のみの設定である。
きらりUVプレミアム
定格寿命7,000時間を実現した直管プレミアムタイプ。当初は環形・直管スタータ形・直管ラピッドスタート形の全9種類が設定されていたが、ほとんどの種別が「きらりUVプレミアムゴールド」へ移行となり、2014年12月現在、直管10形と直管15形の2種類のみで、「きらりD色」・「きらりN色」のみの設定である。
きらりUV
定格寿命6,000時間のベーシックタイプ。現行品の「きらりUV」は従来の「きらりUVプラス」を仕様変更したものであり、光源色は昼光タイプの「きらりD色」のみ、2本パック包装のみの設定である。
きらりUVペアルミック
日立が発売する高周波点灯専用二重環形蛍光ランプ「ペアルミック」の「きらりUV」仕様。定格寿命は区分や光源色により異なるが、13,000時間～20,000時間の長寿命設計となっている。使用の際には専用器具が必要となる。

## その他の日立製蛍光灯ブランド
- ハイルミック

「きらりUV」が登場するまでは日立製蛍光灯の主力ブランドであった。2014年12月現在も直管の「ハイルミックあかりん棒」は「ひかりUV」よりも下のグレードのスタンダードタイプとして現在も発売されており、環形タイプの「ハイルミックあかるい輪」は15形と20形の2種類に縮小しているが発売を継続している。単に「ハイルミック」を指す場合は高周波点灯専用直管のスタンダードタイプとなる。また、ラピッドスタート器具や高周波点灯専用形（Hf形）には「ひかりUV」同様に紫外線吸収剤をコーティングした「ハイルミックUV」、「ハイルミックUV」の長寿命型である「ハイルミックUVプレミアム」、光触媒膜を形成することで有機物を分解する「ハイルミッククリーン」をラインナップする。
- ハイパワーUV

高周波点灯専用直管蛍光灯。「きらりUV」や「ハイルミックUV」同様に紫外線吸収剤をコーティングしており、長寿命も実現。また、高出力専用器具Hfハイパワーとの組み合わせで明るさアップも実現した。
- ハイホワイト

昼白色蛍光ランプ
- サンライン/リングライト
- ナイスボールV（電球形蛍光灯）